# Toride
Toride (取手市, Toride-shi) est une ville située dans la préfecture d'Ibaraki, sur l'île de Honshū, au Japon.

## Géographie

### Situation
Toride est située dans le sud de la préfecture d'Ibaraki, à la limite de la préfecture de Chiba, au Japon.

### Démographie
Au 1er juillet 2017, la population de Toride s'élevait à 105 559 habitants répartis sur une superficie de 69,94 km2.

### Hydrographie
Le fleuve Tone forme la limite sud de la ville de Toride.

## Histoire
Toride s'est développée durant l'époque d'Edo en tant que shukuba (relais) sur la route Mito Kaidō. Elle reçoit le statut de bourg en 1889, puis de ville en 1970.
Le 28 mars 2005, Toride fusionne avec le bourg voisin de Fujishiro.

## Transports
La gare de Toride est desservie par la ligne Jōban de la JR East qui permet des liaisons vers Tokyo. La ville est également desservie par la ligne Jōsō de la Kantō Railway.

## Jumelage
Toride est jumelée avec :
- Guilin (Chine)
- Yuba City (États-Unis)